# Puck Pomelien Busser
Puck Pomelien Busser (Huissen, 1991) is een Nederlands actrice. Ze speelde in diverse films en series, waaronder Oei, ik groei!, Lois en Meisje van plezier.

## Biografie
Pomelien Busser studeerde aan de Toneelschool Amsterdam. Tijdens haar studie speelde ze de solovoorstelling Anti-gone in de Stadsschouwburg van Amsterdam. Ze studeerde af in 2017 met de voorstelling De dood van Ricky Martin.
Terwijl ze nog studeerde werd Pomelien Busser gecast voor de rol van Rox, de assistente van hoofdrolspeler Eva van de Wijdeven, in de serie De Mannentester. Haar rol in deze serie gold tevens als stage voor haar opleiding.
Na haar afstuderen speelde Pomelien Busser rollen in de jeugdserie SpangaS op zomervakantie en de telefilm Het hart van Hadia Tromp. Eind 2018 was ze te zien als zus van de hoofdrolspeelster in de miniserie Lois. Sinds februari 2025 vertolkt Busser de rol van Henriëtte Castro in de RTL 4-soap Goede tijden, slechte tijden.

## Filmografie

### Film
- 2018: Het hart van Hadia Tromp, als Louise
- 2023: Oei, ik groei!, als verpleegster
- 2024: De mooiste dag, als Laura

### Televisie
- 2015-2016: Welkom in de ijzeren eeuw, als assistente quiz
- 2017: De Mannentester, als Rox
- 2018: SpangaS op zomervakantie, als Stephanie
- 2018: Lois, als Tessa Elzinga
- 2019-2020: Meisje van plezier, als Nico
- 2020: Dit zijn wij, als Anneke
- 2021: De K van Karlijn, als Kim Bakker
- 2024: De Ring, als Marloes Jongsma
- 2025: Goede tijden, slechte tijden, als Henriëtte Castro